# Station Stroe
Station Stroe (Sto) was een station in het Nederlandse dorp Stroe (provincie Gelderland), dat lag aan de Oosterspoorweg, tussen station Amersfoort en station Apeldoorn.

## Geschiedenis
Het station werd in 1881, vijf jaar na de opening van de Oosterspoorweg, door de Hollandsche IJzeren Spoorweg-Maatschappij als proefstation voor reizigersverkeer geopend en werd toen nog ‘Het Stroe’ genoemd. In 1882 werd er een stationsgebouw aangelegd, in 1900 een woning voor de stationsassistent en in 1906 een militaire los-/laadplaats. In 1916, tijdens de Eerste Wereldoorlog, legden “De Nederlandse Spoorwegtroepen (Genie)” een 300 meter lang perron aan. Dit gold als een oefening in het kader van de mobilisatie. In dit dunbevolkte gebied maakten overigens vrijwel alleen militairen van de nabijgelegen legerplaats Harskamp gebruik van Het Stroe. Op 15 mei 1938 werd het station gesloten voor reizigers, maar het bleef wel open voor goederenverkeer (wagenladingen).

### Tweede Wereldoorlog
Tussen 1942 en 1944 was de halte weer tijdelijk geopend voor personenvervoer, maar uitsluitend voor leden van de Wehrmacht. Reden was de aanwezigheid in de omgeving van steeds meer Duitse wapendepots en het Kamp Stroe, een militair complex. Hier werden militaire (gevechts)voertuigen en ander materiaal opgeslagen, gerepareerd en doorgevoerd. De Wehrmacht bouwde hiervoor vier perrons en een aansluitspoor dat ca 1,5 km vanaf station Stroe afboog in noordelijke richting. Kort voor de capitulatie in 1945 werden de los- en laadperrons door de Duitsers opgeblazen. Later brak NS het aansluitspoor op.
Ook werd in de oorlogsjaren veel Veluws stuthout voor de Limburgse mijnen (mijnhout) in ‘Lagerstelle Stroe’ op transport gezet; de in Stroe gevestigde firma A. de Bruin kreeg opdrachten daartoe van de bezetter. Gedurende de oorlog kregen het station en de omgeving te maken met Geallieerde luchtaanvallen en aanslagen. Op 11 november 1944 veroorzaakte een bombardement door de RAF een ontploffing in een stilstaande munitietrein. In oktober 2007 werden bij graafwerkzaamheden voor spoorbeheerder ProRail, in de grond op circa 1 meter van het spoor granaten gevonden die bij die explosie waren weggeslingerd. In juli 2008 werden de explosieven verder opgegraven, in containers naar de omliggende heide getransporteerd en daar tot ontploffing gebracht.
Na de spoorwegstaking van 1944 werd het hoofdgebouw door de Duitsers bezet en het treinverkeer door de Wehrmacht bediend. Na de bevrijding in 1945 werd het reizigersvervoer niet hervat door NS. Wel werden nog tot juni 1970 wagenladingen vervoerd. In 1951 werd het emplacement te Stroe gewijzigd door de elektrificatie van de spoorlijn.

## Gebruik als noodstation

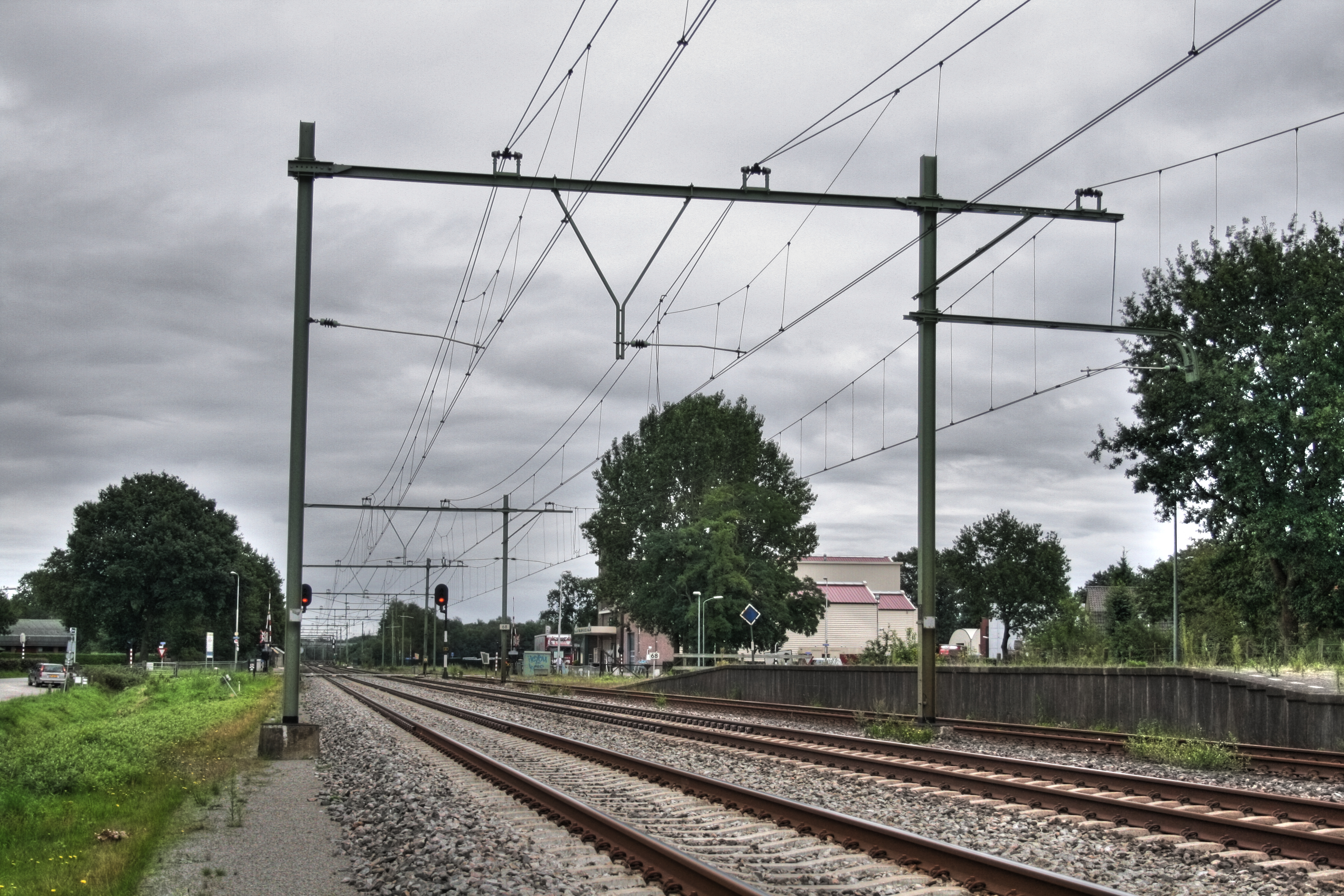
Het perron langs spoor 3, op 1 september 2010

Af en toe werd het station weer in gebruik genomen als reizigers wegens werkzaamheden met bussen moesten worden vervoerd. Er lag daarvoor aan een zijspoor een perron. Er reed bijvoorbeeld een vervangende bus tussen Amersfoort en Stroe. Stroe was dan begin- en eindpunt van een trein naar Apeldoorn en verder. Het noodperron werd in juli 2015 opgebroken. Er is niets meer van te zien.

## P-Veluwe
In 2003 kwamen de eerste plannen voor een zogeheten natuurtransferium in de nabijheid van het voormalige station, waar recreanten hun auto kunnen parkeren en vervolgens per fiets of te voet de Veluwe kunnen bezoeken. Met de bouw van dit transferium (genaamd 'P-Veluwe') werd in november 2009 een begin gemaakt; op 2 december 2010 werd het officieel in gebruik genomen.

## Toekomst
De mogelijkheid om station Stroe te heropenen wordt nu en dan ter sprake gebracht. Plaatselijke en regionale belangenverenigingen en partijen zetten zich sinds de jaren negentig in voor een hernieuwd permanent gebruik. Dit zou ten goede komen aan natuurrecreanten en aan militairen die op de Veluwe zijn gelegerd. Dit zou dan een stoptreindienst moeten zijn, om de Intercitytreinen ongemoeid te laten. In februari 2011 maakten vier gemeenten waaronder Barneveld bekend de plannen te ondersteunen voor een stoptrein tussen Barneveld en Apeldoorn. Stroe zou op dit traject een van de stations worden.
Eind 2022 nam de Tweede Kamer unaniem een motie van de SGP aan om te onderzoeken of het station weer in gebruik kan worden genomen. NS en ProRail zijn kritisch over het plan, terwijl er vanuit de regio voor wordt gelobbyd. Station Barneveld Noord zou ook een halte op die lijn moeten worden. Dat station ligt net na een afsplitsing richting Ede.